# 希米安鄉 (梅赫丁茨縣)
44°36′50″N 22°42′25″E / 44.614°N 22.707°E
希米安鄉（羅馬尼亞語：Comuna Șimian, Mehedinți），是羅馬尼亞的鄉份，位於該國西南部，由梅赫丁茨縣負責管轄，處於布加勒斯特以西270公里，每年平均降雨量1,114毫米，海拔高度104米，2007年人口9,863。